# Gonzalagunia brenesii
Gonzalagunia brenesii är en måreväxtart som beskrevs av Paul Carpenter Standley. Gonzalagunia brenesii ingår i släktet Gonzalagunia och familjen måreväxter.
Artens utbredningsområde är Costa Rica. Inga underarter finns listade i Catalogue of Life.